# Blackburn R.B.3A Perth
Le Blackburn R.B.3A Perth est un hydravion biplan trimoteur à coque. Il fut utilisé pour la reconnaissance entre 1934 et 1938.